# ماري لام
ماري لام (بالإنجليزية: Mary Lamb) (و. 1764 – 1847 م) هي شاعرة، وكاتِبة، وصحفية بريطانية، ولدت في لندن، توفيت في لندن، عن عمر يناهز 83 عاماً.

## أعمال بارزة
من أهم أعمالها:
- حكاية الشتاء
  - شكسبير.

## روابط خارجية
- ماري لام على موقع الموسوعة البريطانية (الإنجليزية)
- ماري لام على موقع ميوزك برينز (الإنجليزية)